# María Dolores Agüero
Marïa Dolores Agüero Lara (sinh năm 1982 ) là một chính trị gia người Honduras, từng giữ chức Bộ trưởng Ngoại giao từ ngày 14 tháng 4 năm 2016 và chính thức được bổ nhiệm làm Bộ trưởng Bộ Ngoại giao vào ngày 27 tháng 3 năm 2017.

## Giáo dục và giáo dục sớm
Cha của Agüero là phó chủ tịch của Banco Atlántida. Cô có một anh trai và một chị gái. Agüero có bằng Khoa học pháp lý và Luật quốc tế tại Đại học Nacional Autónoma de Honduras và bằng thạc sĩ Luật quốc tế của Đại học Chile và Đại học Heidelberg.

## Sự nghiệp
Agüero là cố vấn pháp lý cho Hội đồng doanh nghiệp tư nhân của người Do Thái và là cộng sự tại công ty luật Lópes Rodezno. Cô bắt đầu làm việc tại Bộ Ngoại giao và Hợp tác Quốc tế vào năm 2010, và năm 2013 tham gia Dịch vụ Ngoại giao và Lãnh sự của Honduras.
Agüero được bổ nhiệm làm Thứ trưởng Bộ Ngoại giao vào tháng 12 năm 2015 và trở thành Bộ trưởng Ngoại giao dưới thời Tổng thống Juan Orlando Hernandez vào tháng 4 năm 2016 sau khi Arturo Corrales từ chức. Bà được chính thức bổ nhiệm làm Bộ trưởng vào ngày 27 tháng 3 năm 2017.

## Cuộc sống cá nhân
```
Cô là cháu gái của cựu Bộ trưởng Ngoại giao 
Mireya Agüero
.
[
6
]
```